# Engel im Séparée
Engel im Séparée ist ein deutsches Stummfilmmelodram von Ernö Mayer mit Elizza La Porta und Rolf von Goth in den Hauptrollen. 

## Handlung
Die brav-sittsame Bastienne ist in einem Mädchenpensionat aufgewachsen und weiß dementsprechend nichts von dem angeblich sündigen Treiben der Großstadt. Als sie eines Tages ebendort ihre ältere Schwester besuchen will, wird sie sogleich Gefahren für ihre Tugend ausgesetzt. Der Freund der Schwester, der eine Bar betreibt, findet Gefallen an Bastienne und möchte sie in seinem Lokal als Animierdame einsetzen. Die Schwester weiß sich dessen Treiben nicht zu erwehren, und so liegt es an dem noch sehr jungen Hans von Simsen, der sich in Bastienne verliebt hat, ihre Moral und Unschuld zu retten: Es kommt zwischen beiden Männern zu einem heftigen Wortwechsel, bei dem Hans den Barbesitzer niederschlägt und dieser infolgedessen stirbt. Es kommt zu einem Prozess, in dem Hans wegen Totschlags angeklagt, jedoch freigesprochen wird. Nun steht einem Glück zwischen Bastienne und ihrem Hans nichts mehr entgegen.

## Produktionsnotizen
Engel im Séparée, auch mit dem Untertitel Mädchen in Gefahr geführt, entstand zwischen Juli und August 1929 im Atelier von Berlin-Grunewald, passierte die Zensur am 20. September 1929 und erhielt Jugendverbot. Die Uraufführung in Berlin ist nicht mehr feststellbar, wohl aber noch im selben Herbst. Eine Münchner Premiere liegt für den 2. April 1930 unter dem Titel Mädchen in Gefahr (Engel im Séparée) vor. Die Länge des Siebenakters betrug 2735 Meter.
Produzent Hellmut Buß übernahm auch die Produktionsleitung, die Filmbauten gestaltete Mathieu Oosterman.
Dies war Robert Garrisons letzter Film.

## Kritiken
In der Deutschen Filmzeitung war zu lesen: “Wenn es der Filmindustrie schlecht geht, hat sie meist nichts eiligeres zu tun, als Mädchen in Gefahr zu bringen. (…) Da ist also das Mädchen-in-Gefahr-Rezept, das in allen möglichen Variationen ausgebildet wurde, bis … zum behördlich gesegneten Film zur Bekämpfung des Mädchenhandels. (…) Die Regie arbeitet ausgesucht theatralisch. Ihr gegenüber hat eigentlich nur Rolf v. Goth ein erträgliches Format bewahrt. (…) Die Kamera kennt keine Nuancen. Ein entbehrlicher Film.”

„Ein nicht sonderlich originelles Sujet ist hier breit inszeniert, seine Hauptrollen mit einigen Übertreibungen dargestellt. Die Aufmachung ist zufrieden stellend, die Photographie ungleich. (…) Passabler Mittelfilm.“

Das Kino-Journal gab folgendes Fazit: “Hübsche bildhafte Wirkung ohne allzu derbe Sensationsmache und vorzügliche Darstellung bilden zusammen ein interessantes Ganzes.”